# Алтай-Торпедо
Хоккейный клуб «Алтай-Торпедо» Усть-Каменогорск (каз. Altay Torpedo) — команда по хоккею с шайбой из города Усть-Каменогорска. Выступает в Pro Hokei Ligasy. Является фарм-клубом «Торпедо», который также участвует в Pro Hokei Ligasy.

## История команды
Клуб основан 1992 году под названием «Торпедо-2» и выступал в чемпионате Казахстана вместе с основной командой «Торпедо». В 2003 году клуб назывался «Устинка», в 2007 году «Казцинк-Торпедо-2», в 2014 году «Торпедо», так как основная команда «Торпедо» тогда называлась «Казцинк-Торпедо». В 2015 году клуб изменил название на «ШКО», с 2016 год — «Алтай-Торпедо».